# Europaspiele 2023/Teilnehmer (Niederlande)
| Gelbes Symbol für Goldmedaillen mit stilisierten Olympischen Ringen | Graues Symbol für Silbermedaillen mit stilisierten Olympischen Ringen | Braundes Symbol für Bronzemedaillen mit stilisierten Olympischen Ringen |
| ------------------------------------------------------------------- | --------------------------------------------------------------------- | ----------------------------------------------------------------------- |
| 8                                                                   | 6                                                                     | 5                                                                       |

Die Niederlande nahmen mit 187 Athleten an den Europaspielen 2023 in Krakau teil.

## Medaillengewinner
| Name/n                                             | Sportart       | Wettkampf             |
| -------------------------------------------------- | -------------- | --------------------- |
| Gold                                               |                |                       |
| Lieke Klaver                                       | Leichtathletik | 200 m Frauen          |
| Femke Bol                                          | Leichtathletik | 400 m Frauen          |
| N’ketia Seedo Lieke Klaver Jamile Samuel Tasa Jiya | Leichtathletik | 4 × 100 m Frauen      |
| Menno Vloon                                        | Leichtathletik | Stabhochsprung Männer |
| Silber                                             |                |                       |
| Raphael Bouju                                      | Leichtathletik | 100 m Männer          |
| Nadine Visser                                      | Leichtathletik | 100 m Hürden Frauen   |
| Bronze Cathelijn Peeters                           |                |                       |
| N’ketia Seedo                                      | Leichtathletik | 100 m Frauen          |
| Liemarvin Bonevacia                                | Leichtathletik | 400 m Männer          |
| Niels Laros                                        | Leichtathletik | 1500 m Männer         |
| Cathelijn Peeters                                  | Leichtathletik | 400 m Hürden Frauen   |

## Teilnehmer nach Sportarten

### Badminton
- Mark Caljouw
- Debora Jille
- Ruben Jille
- Jaymie Laurens
- Selena Piek
- Cheryl Seinen
- Robin Tabeling
- Ties van der Lecq

### 3×3-Basketball
| Wettbewerb    | Männer                                                     | Frauen                                                  |
| ------------- | ---------------------------------------------------------- | ------------------------------------------------------- |
| Athleten      | Olusheyi Adetunji Nesta Agasi Luuk Slond Norbert Thelissen | Jade Blagrove Janis Boonstra Emy Hayford Jacobine Klerx |
| Gruppenphase  | Tschechien 16:21 Frankreich 15:19 Israel 8:22              | Schweiz 20:14 Spanien 8:21 Israel 19:20                 |
| Viertelfinale | ausgeschieden                                              | ausgeschieden                                           |
| Halbfinale    | ausgeschieden                                              | ausgeschieden                                           |
| Finale        | ausgeschieden                                              | ausgeschieden                                           |
| Rang          |                                                            |                                                         |

Ersatz: Evelien Lutje Schipholt

### Beachhandball
| Wettbewerb    | Frauen |
| ------------- | --- |
| Athleten      | Lisanne Bakker Isabel Barnard Anna Buter Eva Heuten Meike Kruijer Claudia ter Wal Josien van den Hoek Amber van der Meij Marit van Ede Manon Zijlmans |
| Trainer       | Peter Portengen |
| Gruppenphase  | |
| Viertelfinale | |
| Halbfinale    | |
| Finale        | |
| Rang          | |

### Bogenschießen
- Gijs Broeksma
- Sanne De Laat
- Senna Roos
- Gaby Schloesser
- Mike Schloesser
- Steve Wijler

### Boxen
- Luna Beeloo
- Stan Bertens
- Chelsey Heijnen
- Tony Jas
- Gradus Kraus

### Breaking
- India
- Lee
- Menno

### Fechten
- Marleen Buitenhuis
- Ruben Derksen
- Teun Jans Kohneke
- Rafael Tulen
- Tristan Tulen
- Dirk van Egmond
- David van Nunen
- Elisha Yuno
- Axel Zoons

### Judo
- Pleuni Cornelisse
- Frank de Wit
- Koen Heg
- Hilde Jager
- Marit Kamps
- Michael Korrel
- Kim Polling
- Jesper Smink
- Jelle Snippe
- Karen Stevenson
- Sanne van Dijke

### Kanu

#### Kanuslalom
- Nils Biermans
- Dirk Hermans
- Claudia Leenders
- Soeren Loos
- Joris Otten
- Lena Teunissen
- Marnix Teunissen
- Martina Wegman

### Karate

#### Kumite
- Lynn Snel
- Brian Timmermans

### Kickboxen
- Carvin Burke
- Sam Delrock
- Francesca Prescimone

### Leichtathletik
| Wettbewerb  | Wettbewerb | Punkte | Punkte | Punkte | Punkte | Punkte | Punkte | Punkte     | Punkte    | Punkte    | Punkte      | Punkte           | Punkte      | Punkte    | Punkte     | Punkte     | Punkte         | Punkte     | Punkte     | Punkte     | Punkte | Rang |
| Wettbewerb  | Wettbewerb | 100 m  | 200 m  | 400 m  | 800 m  | 1500 m | 5000 m | 110 m Hü.* | 400 m Hü. | 4 × 100 m | 4 × 400 m** | 3000 m Hindernis | Kugelstoßen | Speerwurf | Hammerwurf | Diskuswurf | Stabhochsprung | Hochsprung | Dreisprung | Weitsprung | Gesamt | Rang |
| ----------- | ---------- | ------ | ------ | ------ | ------ | ------ | ------ | ---------- | --------- | --------- | ----------- | ---------------- | ----------- | --------- | ---------- | ---------- | -------------- | ---------- | ---------- | ---------- | ------ | ---- |
| 1. Division | Männer     | 15     | 13     | 14     | 13     | 14     | 6      | 4          | 14        | 13        | 3           | 6                | 4           | 7         | 3          | 5          | 16             | 8,5        | 6          | 9          | 339,5  | 6    |
| 1. Division | Frauen     | 14     | 16     | 16     | 1      | 7      | 1      | 15         | 14        | 16        | 3           | 9                | 13          | 6         | 3          | 8          | 5              | 6          | 4          | 12         | 339,5  | 6    |

* Die Frauen traten über 100 m Hürden, statt 110 m Hürden an.
** Die 4 × 400 m waren ein Mixed-Wettkampf.

#### Einzelresultate
| Wettbewerb       | Männer                                                   | Männer          | Männer | Männer      | Frauen                                             | Frauen       | Frauen | Frauen      |
| Wettbewerb       | Athlet                                                   | Ergebnis        | Rang   | Rang Gesamt | Athletin                                           | Ergebnis     | Rang   | Rang Gesamt |
| ---------------- | -------------------------------------------------------- | --------------- | ------ | ----------- | -------------------------------------------------- | ------------ | ------ | ----------- |
| 100 m            | Raphael Bouju                                            | 10,14 s         | 02     | Silber      | N’ketia Seedo                                      | 11,24 s      | 03     | Bronze      |
| 200 m            | Taymir Burnet                                            | 20,70 s         | 04     | 07          | Lieke Klaver                                       | 22,46 s PB   | 01     | Gold        |
| 400 m            | Liemarvin Bonevacia                                      | 45,06 s SB      | 03     | Bronze      | Femke Bol                                          | 49,82 s CR   | 01     | Gold        |
| 800 m            | Bram Biugel                                              | 1:46,90 min     | 04     | 04          | Amina Maatoug                                      | 2:08,03 min  | 16     | 33          |
| 1500 m           | Niels Laros                                              | 3:37,59 min     | 03     | Bronze      | Marissa Damink                                     | 4:14,47 min  | 10     | 16          |
| 5000 m           | Robin van Riel                                           | 14:13,89 min PB | 11     | 20          | Femke Rosbergen                                    | 17:12,67 min | 16     | 31          |
| 110/100 m Hürden | Timme Koster                                             | 13,91 s         | 13     | 16          | Nadine Visser                                      | 12,81 s      | 02     | Silber      |
| 400 m Hürden     | Nick Smidt                                               | 48,95 s         | 03     | 04          | Cathelijn Peeters                                  | 54,97 s      | 03     | Bronze      |
| 3000 m Hindernis | Nick Marsman                                             | 8:39,97 min     | 11     | 11          | Veerle Bakker                                      | 10:02,87 min | 08     | 15          |
| 4 × 100 m        | Xavi Mo-Ajok Taymir Burnet Hensley Paulina Raphael Bouju | 38,77 s SB      | 04     | 04          | N’ketia Seedo Lieke Klaver Jamile Samuel Tasa Jiya | 42,61 s EL   | 01     | Gold        |
| Kugelstoßen      | Sven Poelmann                                            | 18,04 m         | 13     | 26          | Jessica Schilder                                   | 18,27 m      | 04     | 04          |
| Speerwurf        | Thomas van Ophem                                         | 70,94 m         | 10     | 21          | Lisanne Schol                                      | 51,59 m      | 11     | 20          |
| Hammerwurf       | Dennis Hemelaar                                          | 57,89 m         | 14     | 30          | Audrey Jacobs                                      | 59,48 m      | 14     | 25          |
| Diskuswurf       | Ruben Rolvink                                            | 56,36 m         | 12     | 22          | Corinne Nugter                                     | 52,39 m      | 09     | 17          |
| Stabhochsprung   | Menno Vloon                                              | 5,85 m          | 01     | Gold        | Karlijn Schouten                                   | 4,25 m PB    | 12     | 15          |
| Hochsprung       | Douwe Amels                                              | 2,13 m          | =8     | =14         | Glenka Antonia                                     | 1,80 m       | 11     | 20          |
| Dreisprung       | Baboucar Sallah-Mohammed                                 | 14,84 m         | 11     | 28          | Maureen Herremans                                  | 12,75 m      | 13     | 25          |
| Weitsprung       | David Cairo                                              | 7,63 m          | 08     | 16          | Pauline Hondema                                    | 6,49 m       | 05     | 08          |

| Wettbewerb | Mixed                                                   | Mixed       | Mixed | Mixed       |
| Wettbewerb | Athleten                                                | Ergebnis    | Rang  | Rang Gesamt |
| ---------- | ------------------------------------------------------- | ----------- | ----- | ----------- |
| 4 × 400 m  | Isayah Boers Zoë Sedney Terrence Agard Eveline Saalberg | 3:20,40 min | 14    | 23          |

Ersatz: Nadine Broersen, Samuel Chapple, Ryan Clarke, Nsikak Ekpo, Shaquille Emanuelson, Judith Essemiah, Joris van Gool, Mark Heiden, Maureen Herremans, Sina Mai Holthuijsen, Daan Hoomoedt, Marije van Hunenstijn, Jan Janssen, Femke Jonker, Tsega Kifle, Ineke van Koldam, Benthe König, Dewi Lafontaine, Etienne Orbons, Irene van der Reijken, Noah Schutte, Jamie Sesay, Bregje Sloot, Ilse Steigenga, Danara Dewi Stoppels, Lars Timmerman-Jetten, Maayke Tjin-A-Lim, Marijke Wijnmaalen, Koen van der Wijst

### Padel
- Bram Meijer /  Sten Richters
- Menno Nolten /  Robin Sietsma
- Maaike Betz / Janine Hemmes
- Stephanie Weterings / Marcella Koek

### Radsport

#### BMX-Freestyle
- Tom van den Bogaard
- Levi Weidmann

#### Mountainbike
- Ceylin del Carmen Alvarado
- Lotte Koopmans
- David Nordemann
- Puck Pieterse
- Anne Tauber
- Anne Terpstra
- Milan Vader
- Fem van Empel

### Schießen
- Tobias Haccou
- Esmee van der Veen

### Sportklettern
- Leto Cave
- Lisa Klem
- Michiel Nieuwenhuijsen
- Lynn van der Meer
- Don van Laere

### Synchronschwimmen
- Bregje de Brouwer
- Noortje de Brouwer
- Marloes Steenbeek

### Taekwondo
- Aymen Achnine
- Amy Mink
- Milan Molle
- Bodine Schoenmakers
- Bryan Zonderop

### Tischtennis
- Tanja Helle
- Men Shuohan

### Triathlon
- Barbara de Konning
- Donald Hillebregt
- Mitch Kolkman
- Marit van den Berg

### Wasserspringen
- Inge Jansen
- Else Praasterink
- Celine van Duijn